# Kanton Eu
Kanton Eu is een kanton van het Franse departement Seine-Maritime. Het kanton maakt deel uit van het arrondissement Dieppe. Het heeft een oppervlakte van 379,74 km² en telde 34 927 inwoners in 2017, dat is een dichtheid van 92 inwoners/km².

## Gemeenten
Het kanton Eu omvatte tot 2014 de volgende 22 gemeenten:
- Baromesnil
- Canehan
- Criel-sur-Mer
- Cuverville-sur-Yères
- Étalondes
- Eu (hoofdplaats)
- Flocques
- Incheville
- Longroy
- Melleville
- Le Mesnil-Réaume
- Millebosc
- Monchy-sur-Eu
- Ponts-et-Marais
- Saint-Martin-le-Gaillard
- Saint-Pierre-en-Val
- Saint-Rémy-Boscrocourt
- Sept-Meules
- Tocqueville-sur-Eu
- Touffreville-sur-Eu
- Le Tréport
- Villy-sur-Yères

De wijzigingen van de kantons bij decreet van 27 februari 2014, met uitwerking op 22 maart 2015 breidden het kanton uit tot volgende 40 gemeenten:
- Aubermesnil-aux-Érables
- Baromesnil
- Bazinval
- Blangy-sur-Bresle
- Campneuseville
- Canehan
- Criel-sur-Mer
- Cuverville-sur-Yères
- Dancourt
- Étalondes
- Eu
- Fallencourt
- Flocques
- Foucarmont
- Guerville
- Hodeng-au-Bosc
- Incheville
- Longroy
- Melleville
- Le Mesnil-Réaume
- Millebosc
- Monchaux-Soreng
- Monchy-sur-Eu
- Nesle-Normandeuse
- Pierrecourt
- Ponts-et-Marais
- Réalcamp
- Rétonval
- Rieux
- Saint-Léger-aux-Bois
- Saint-Martin-au-Bosc
- Saint-Martin-le-Gaillard
- Saint-Pierre-en-Val
- Saint-Rémy-Boscrocourt
- Saint-Riquier-en-Rivière
- Sept-Meules
- Touffreville-sur-Eu
- Le Tréport
- Villers-sous-Foucarmont
- Villy-sur-Yères